# 구스타부 빈치싱쿠
구스타부 빈치싱쿠(포르투갈어: Gustavo Vintecinco, 1995년 8월 2일 ~ )는 브라질의 축구 선수로, 포지션은 공격수이다. 2019년 현재 대한민국 K리그1 부산 아이파크에서 활약 중이며, 등록명은 빈치씽코다. 빈치싱쿠는 포르투갈어로 숫자 '25'를 뜻한다.